# マルナカツーリスト
株式会社マルナカツーリストは、香川県高松市に本社を置いていた旅行会社。流通小売り大手イオングループのスーパーマーケット、株式会社フジの傘下(元来は旧マルナカの子会社)で、JTB総合提携店である。
2025年3月1日付でフジ・トラベル・サービスへ吸収合併され、法人格が消滅した。なお、店舗はフジ・トラベル・サービスの店舗ブランドとして引き続き運営されている。